# Vierkarspelenzijlvest
Het Vierkarspelenzijlvest was een waterschap in de Nederlandse provincie Groningen, opgericht in 1636. Het bestond uit een los samenwerkingsverband van aanvankelijk drie, later vier en ten slotte vijf kerspelen. Het zijlvest bestond aanvankelijk uit de kerspelen Beerta, Blijham, Winschoten en sinds 1665 ook Nieuw-Beerta, die voor de afwatering gebruik maakten van het Finsterwolderzijl, dat later Beerster- of Beertsterzijl werd genoemd. Men sprak daarom ook wel over het Beertsterzijlvest. De kerspelen hadden ieder een eigen dijkbrief. De dijkbrief van Beerta en Finsterwolde dateerde uit 1571, die van Winschoten uit 1589 en werd vernieuwd in 1677. 
De zeesluis van het zijlvest bevond zich bij de huidige buurtschap Hongerige Wolf. De haven van Finsterwolderzijl fungeerde rond 1630 als thuisbasis voor enkele handelsscheepjes.
Het belangrijkste kanaal was het Beer(t)sterdiep, dat uitmondde in een wadpriel die Beer(t)stermude werd genoemd. Ook het Bellingwolderzijlvest maakte sinds 1657 gebruik van de Beertsterzijl, tot de sluis bij de stormvloed van 1686 wegspoelde. Ten oosten van de Beersterzijl werd daarom in 1704 een tweede sluis voor het Bellingwolderzijlvest gebouwd. Voor de verdediging werd bovendien de Bellingwolderschans aangelegd (niet te verwarren met Oudeschans, die aanvankelijk dezelfde naam droeg). Bij de sluizen stonden woningen voor de zijlwaarders, die tevens enkele percelen grond in gebruik kregen.
De afwatering van Blijham en Bellingwolde werd via duikers of grondpompen onder de Pekel A en de Westerwoldse Aa naar het noorden geleid. Het Blijhamsterdiep mondde via het het Zijlkerdiep (vroeger Zijlsterdiep of Wippingediep) uit in het Beertsterdiep. Als toevoerkanalen fungeerden het Lange of Hekmansdiep, het Binnen en Buiten Zijldiep en het Pastoriediep. Uit Bellingwolde kwam het Bellingwolderzijldiep of Buiskooldiep, dat onder het beheer van het Bellingwolderzijlvest viel.
Finsterwolde mocht gebruik blijven maken van de Beersterzijl, maar de landgebruikers hoefden daarvoor niet te betalen, omdat het kerspel zwaar te kampen had met kwetsbare zeedijken. Beerta en Finsterwolde hadden sinds 1571 een gezamenlijk dijkrecht, waar sinds 1606 ook Winschoten en Blijham zich zouden hebben aangesloten. Finsterwolderhamrik en Nieuw-Beerta deelden bovendien hun uitwatering via de Tjamme door het zijltje Het Merijke. Na 1696 werd dit water via de Buitentjamme naar de Beersterzijl geleid, waarbij een duiker het water onder het Bellingwolderzijldiep voerde. Ook de Kroonpolder maakte gebruik van deze afwatering.
Het zijlvest werd bestuurd door de dijkrechters van de vier kerspelen. Deze vier kerspelen maakten tevens deel uit van het Tienkarspelenzijlvest, dat de uitwatering via de Pekel A en Westerwoldse Aa regelde. Finsterwolde hadd geen zeggenschap over het zijlvest. Het dorp had na eerdere financiële debacles geen eigen dijkrechters of kerspelbestuur.
De meeste taken van de kerspelen werden in 1808 overgenomen door de nieuwe gemeenten. Wat resteerde, waren de waterstaatkundige taken. Het dijkrecht van het kerspel Blijham kreeg in 1851 de status van een waterschap, de dijkrechten van de overige.kerspelen in 1854.
Sinds 1836 werkte het Vierkarspelenzijlvest weer nauwer samen met het Bellingwolderzijlvest, zodat wel over het Vijfkarspelenzijlvest werd gesproken. Hieruit ontstond uiteindelijk het waterschap Reiderland. De dijkrechten van de afzonderlijke kerspelen gingen op in de onderdelen van dit waterschap.
De dichtgeslibde buitengeulen werden vervangen door een nieuw gegraven Beertstermude.